# Hagaby

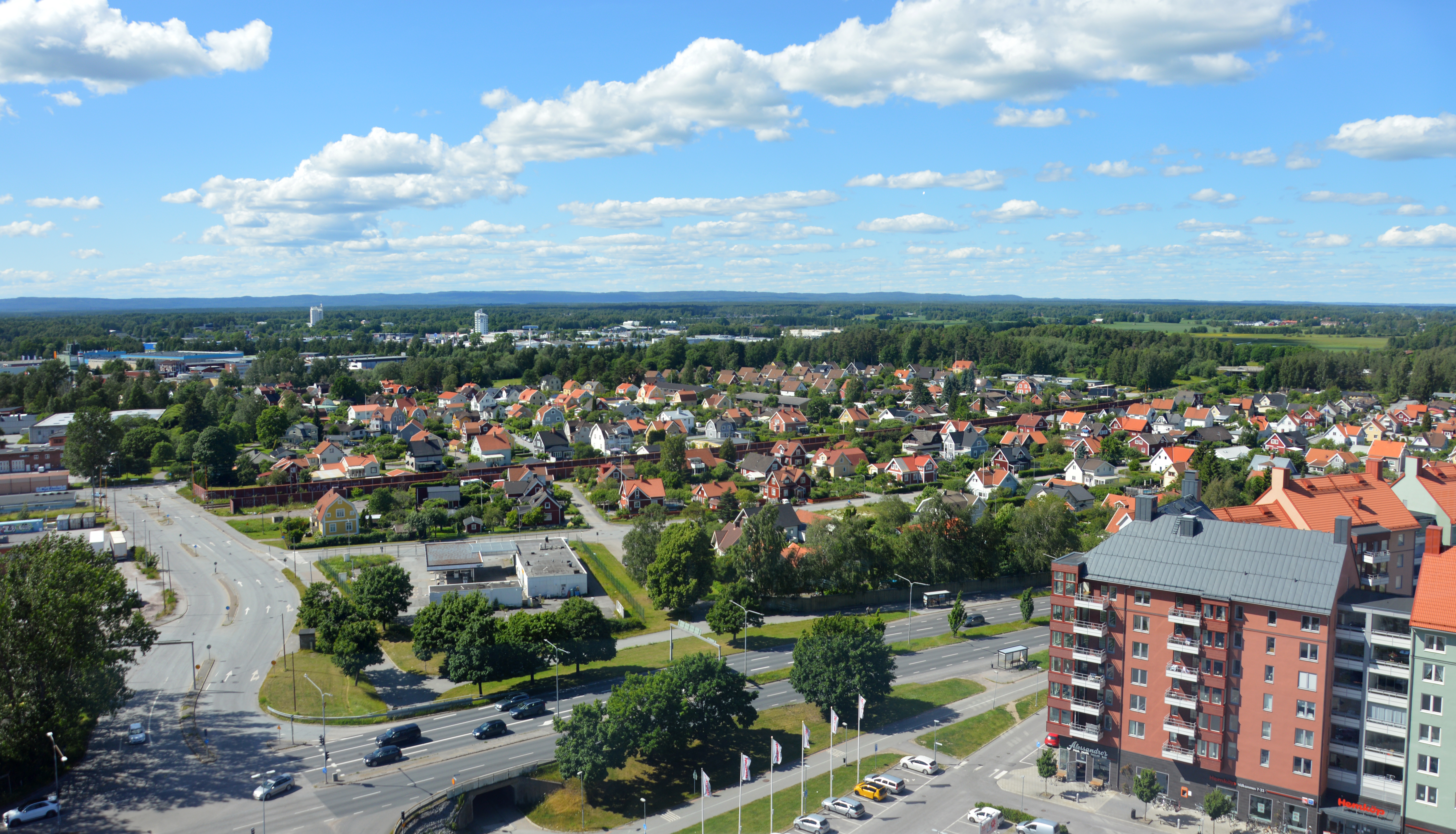
Utsikt över Hagaby i Norr från Svampen.

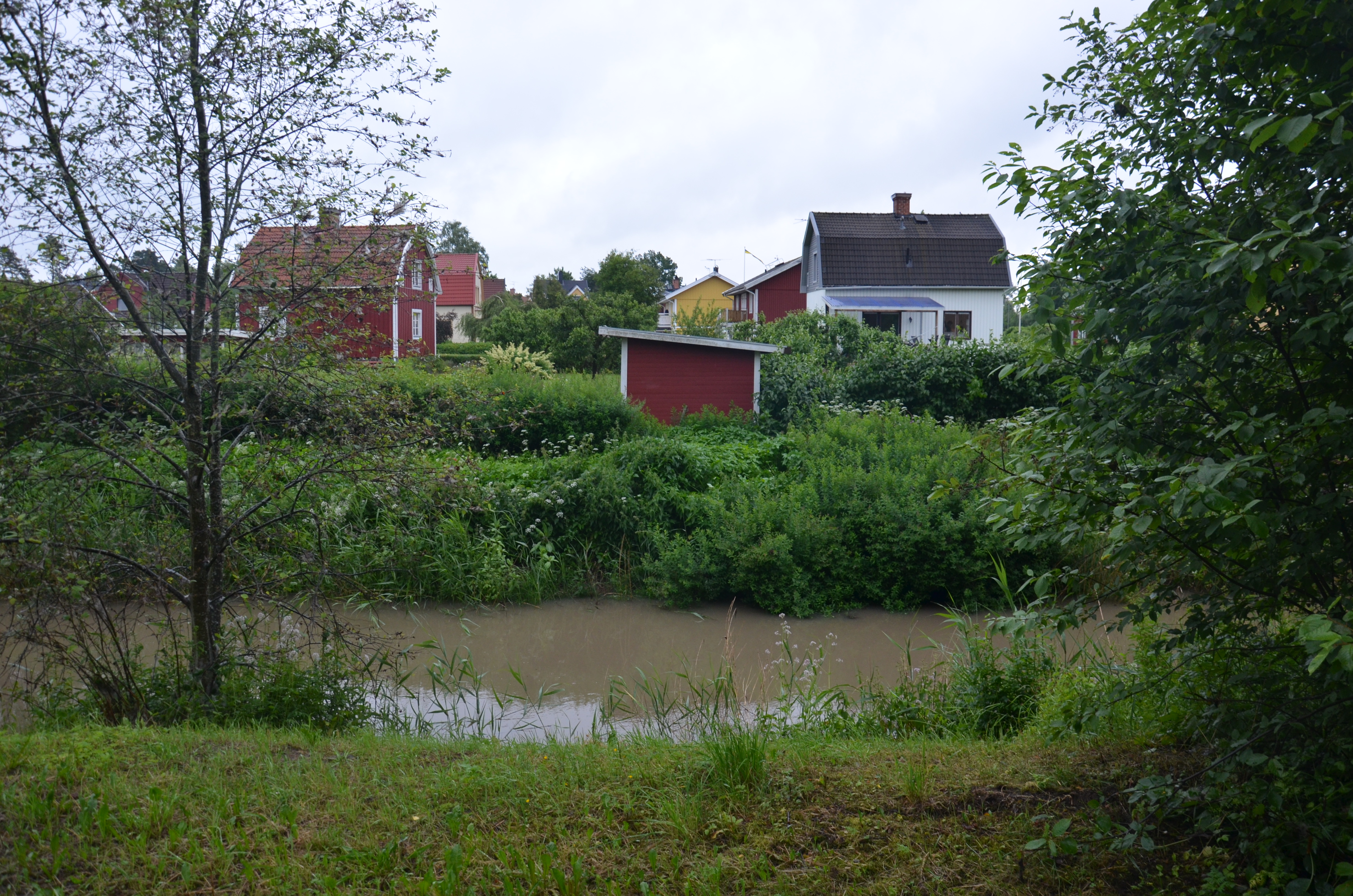
Hagaby sett från andra sidan Lillån

Hagaby är en stadsdel på norr i Örebro. Området utgörs av villa- och radhuskvarter. Det begränsas i norr av motorvägen E18/E20, i väster av vattendraget Lillån, i öster av Östra Bangatan, och i söder av Mannatorpsvägen. Hagaby korsas av järnvägen mellan Örebro och Frövi. Vattentornet Svampen ligger strax sydöst om området.
Hagaby var förr en del av Längbro landskommun. Området inkorporerades med Örebro stad år 1937.

## Östra Hagaby
Hagaby egnahemsförening bildades 1904, och är landets äldsta egnahemsförening. Det är en intresseförening för de drygt 100 hushåll som ligger öster om järnvägen. Området började bebyggas år 1905.

## Västra Hagaby
Före 1908 låg gården Hagaby där området nu ligger. Det året inköptes gården av föreningen Egna Hem, Motala. Den första nya bebyggelsen började komma 1919, och år 1922 bildades Hagaby nya koloniförening, som var en egnahemförening. Idag lever föreningen vidare som Hagaby villaägareförening.

## Hagaby skola
Hagaby skola, Hagabyvägen 2, stod färdig 1897. Den torde ha varit verksam som lågstadieskola in på 1960-talet. Den blev därefter skoldaghem. Idag fungerar skolbyggnaden som ett gruppboende inom socialpsykiatrin.

## Föreningslivet i Hagaby
Gymnastik och Idrottsföreningen Hagaby GoIF som bildades 1926 i Hagaby skola

### Webbkällor
- Hagaby villaägareförening
- Hagaby skola
- Hagaby gruppboende